# Червона Хмара

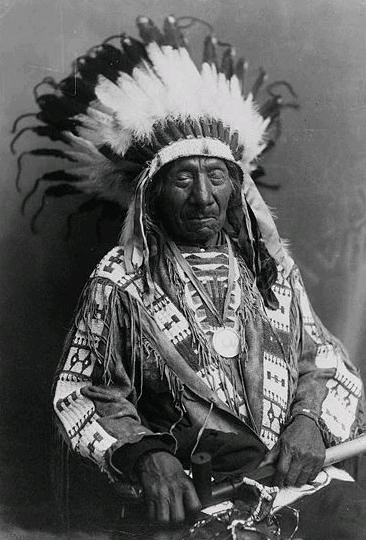
Червона Хмара, Пайн-Рідж

Червона Хмара (лакота: Maȟpíya Lúta, Махпія Лута) (1822 — 10 грудня 1909, Пайн-Рідж) — видатний індіанський вождь і дипломат племені оглала, який у результаті так званої «Війни Червоної Хмари» (1866–1868) зумів домогтися виведення американських військ з долини річки Паудер в південно-східній частині Монтани і на півночі Вайомінгу з підписанням найприйнятнішого для індіанців договору. Єдиний військовий лідер північноамериканських індіанців, якому вдалося здобути перемогу у війні з США.

## Біографія

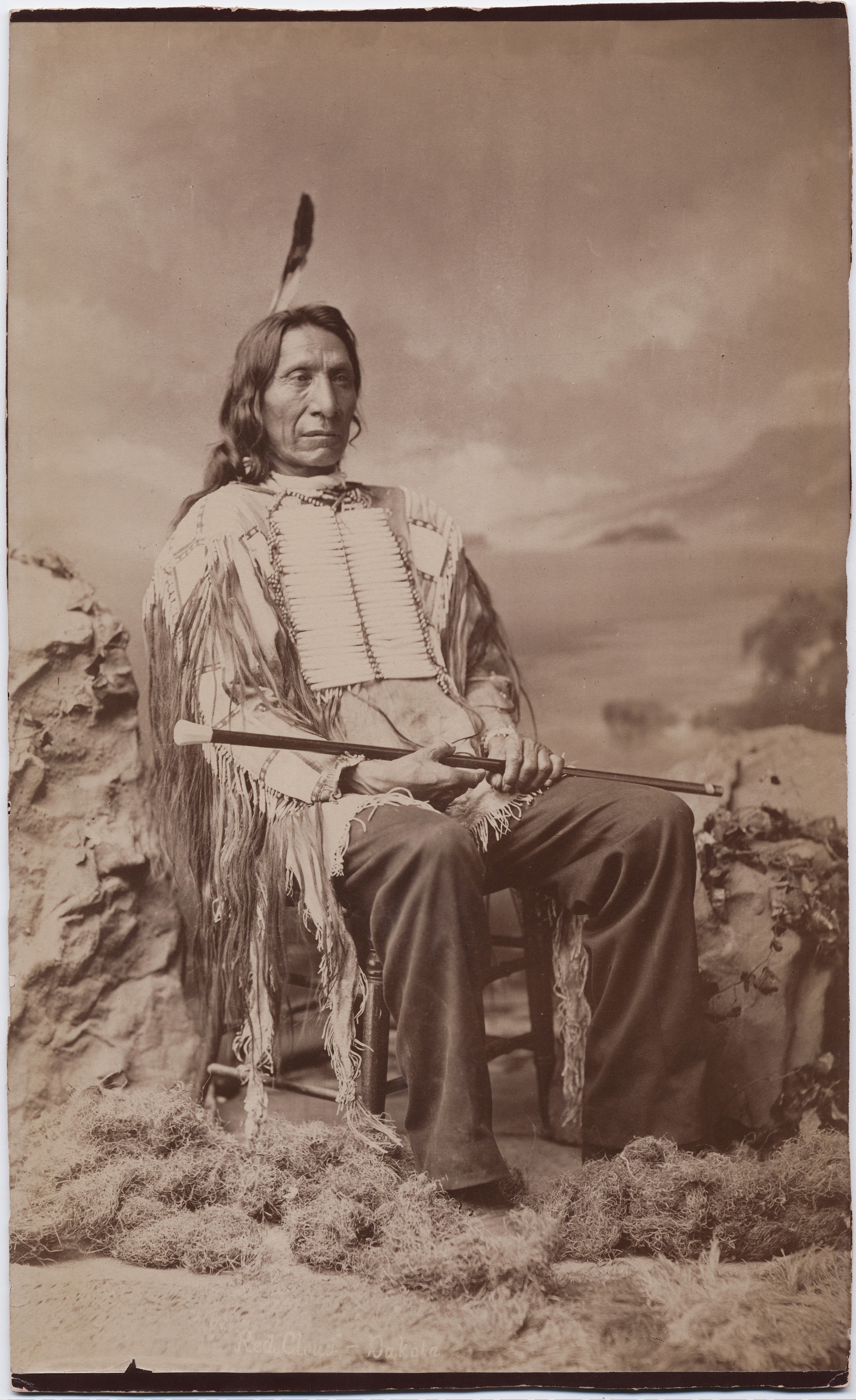

Народився поблизу річки Платт на території сучасного штату Небраска в громаді Іте-Шіча (Погані обличчя). Завдяки відвазі й хоробрості, проявлених їм у битвах з ворогами племені, став вождем племені оглала.
У 1865 році під загрозою застосування сили завадив спеціально надісланому американським урядом загону провести розвідку місцевості вздовж Бозменського шляху, прокладеного золотошукачами через індіанські землі народу лакота. Американці проігнорували це попередження і направили у Вайомінг армію для забезпечення будівництва дороги вздовж річки Паудер. У 1866 році в результаті зіткнення під Форт-Кінрю загін американської армії в складі 81 людини під керівництвом Вільяма Феттермана був знищений.
У 1868 році у Форт-Ларамі був підписаний договір, за яким американські військові погодилися прибрати з території, займаної лакота, всі форти і укріплені пости і вивести всі гарнізони. Того ж року обирається блотахунком (військовим ватажком) північних оглала. Трохи пізніше стає вождем (ітанчан) своєї громади.
Побував у складі делегації у Вашингтоні та Нью-Йорку.
Помер в своєму будинку, побудованому для нього урядом США.